# Uhlenhorst
Uhlenhorst, Hamburg-Uhlenhorst – dzielnica miasta Hamburg w Niemczech, w okręgu administracyjnym Hamburg-Nord.  
1 kwietnia 1938 na mocy ustawy o Wielkim Hamburgu włączony w granice miasta.